# Лене Лавич
Лене Лавич (енгл. Lene Lovich; IPA: ; /0.08/; рођена као Лили-Марлин ПремиЛавич; енгл. Lili-Marlene Premilovich; Детроит, 30. март 1949) америчка је певачица српско-енглеског порекла. Најпознатија јој је песма Lucky Number из 1978.

## Биографија
Лавич је рођена од мајке Енглескиње и оца Американца српског порекла. Након што је њен отац имао здравствених проблема, мајка је одвела тринаестогодишњу Лавич и њено троје браће и сестара да живе у Источни Јоркшир. Упознала је гитаристу/кантаутора Леса Шапела када су били тинејџери, и он је постао њен дугогодишњи сарадник и животни партнер. У јесен 1968. отишли су у Лондон да похађају уметничку школу. Тамо је Лавич први пут везала косу у плетенице које су касније постале визуелни заштитни знак, мада је у почетку плела косу како би је спречила да додирне глину док је студирала вајарство.
Током наредне деценије, Лович је похађала неколико уметничких школа, свирала је улично у лондонском метроу и појављивала се у кабаре клубовима као плесачица. Такође је путовала у Шпанију, где је посетила Салвадора Далија у његовом дому. Свирала је акустичну рок музику по Лондону, била на турнеји по Италији са западноиндијским соул бендом и свирала саксофон.

## Дискографија
- Stateless (1978)
- Flex (1979)
- No Man's Land (1982)
- March (1989)
- Shadows and Dust (2005)